# بياتريس روزين
بياتريس روزين (بالفرنسية: Beatrice Rosen)‏ هي ممثلة أمريكية وفرنسية، ولدت في 29 نوفمبر 1977 بنيويورك في الولايات المتحدة. بدات احتراف بالرقص. وبعدها التحقت بمعهد متخصص في التمثيل في السينما والمسرح وعرفها الجمهور من خلال الفيلم الهوليوودي الضخم "الفارس الأسود"، وهو الجزء الرابع من باتمان.

## أعمال

### بعض أعمالها
| سنة  | أعمال         | الدور/الوظيفة |
| ---- | ------------- | ------------- |
| 2014 | إسألني أي شئ  | مارتيني       |
| 2013 | السنافر 2     |               |
| 2012 | 2012          | تامارا        |
| 2008 | فارس الظلام   | ناتاشا        |
| 2006 | محارب سلمي    |               |
| 2004 | مطاردة الحرية |               |
| 1998 | المسحورات     |               |

## وصلات خارجية
- بياتريس روزين على موقع IMDb (الإنجليزية)
- بياتريس روزين على موقع روتن توميتوز (الإنجليزية)
- بياتريس روزين على موقع ألو سيني (الفرنسية)
- بياتريس روزين على موقع أول موفي (الإنجليزية)
- بياتريس روزين على موقع قاعدة بيانات الأفلام السويدية (السويدية)
- بياتريس روزين على موقع قاعدة بيانات الفيلم (الإنجليزية)
- بياتريس روزين على موقع كينوبويسك (الروسية)